# F. D. モーリス
ジョン・フレデリック・デニスン・モーリス（John Frederick Denison Maurice、1805年8月29日 - 1872年4月1日）は、英国の神学者、聖職者、作家、キリスト教社会主義運動の創始者の一人。

## 生涯
モーリスは、ユニテリアン派の牧師の息子として生まれた。1823年にケンブリッジ大学トリニティ・カレッジに入学したが、中退して、ロンドンでフリーのジャーナリストになった。
しかし、その後、イングランド教会に移り、オックスフォード大学エクセター・カレッジに入学し、1830年に卒業した。1834年には聖職に按手され、ガイズ・ホスピタルのチャプレンに就任し、道徳哲学の講義を担当した。その間に、彼の代表的著作の一つ『キリストの王国』（The Kingdom of Christ）を出版した。
1840年、ロンドン大学キングス・カレッジの英文学および歴史学教授となり、1846年には新設された神学部の教授に選ばれた。
1838年頃からキリスト教社会主義に関心を持つ。J.M.ラドロー（John Malcolm Forbes Ludlow、1821-1911）と知り合い、二人は協力してキリスト教社会主義運動を組織して活動を行う。
1853年、『神学論集』を出版すると、キングス・カレッジの教授会で優勢であったカルヴァン主義者から、二重予定説（選ばれた者と捨てられた者が予め定められているとする決定論）や永遠の刑罰の教説を否定したとして批判を受け、同カレッジを辞任せざるを得なくなる。
1854年、ラドローと協力し、労働者大学（Working Men's College）をロンドンに設立して、校長に就任する。
1866年、ケンブリッジ大学の道徳神学教授に選任された。
1872年に死去した。